# Zacharo
Zacharo (tiếng Hy Lạp: ?) là một khu tự quản ở vùng Tây Hy Lạp, Hy Lạp. Khu tự quản Zacharo có diện tích 276 km², dân số theo điều tra ngày 18 tháng 3 năm 2001 là 13716 người.